# Poyan Karimi
Poyan Karimi, född 25 augusti 1989 i Kroppa, Värmland, är en svensk skådespelare och företagsledare.

## Biografi
Karimi debuterade 2007 i filmen Ciao Bella i huvudrollen som Mustafa/Massimo. Han har därefter medverkat i en serie kortfilmer, bland annat On Suffocation (2013) som tilldelades Guldbaggen för bästa kortfilm, TV-serierna Åkalla (2008), Kommissarie Winter (2010), Box 21 (2020) och Solsidan (2023) samt i långfilmerna Fyra år till (2010), En man som heter Ove (2015) och Uppsalakidnappningen (film) (2018).
Poyan Karimi har vid sidan av sin filmkarriär startat flera framgångsrika företag, bland annat Oddwork Sweden AB som utsetts till både Gasellföretag och Superföretag vid flera tillfällen.
Poyan Karimi tilldelades 2021 H.M Carl XVI Gustaf pris Årets Nybyggare i kategorin Årets Unga Pionjär. Han tilldelades priset med motiveringen: Utgångspunkten för företagets insatser är att världen blir bättre om människor får göra det de verkligen brinner för. Trots arvet av en politisk flyktingfamiljs vedermödor och en ekonomisk utsatt barndom ingöts hopp och engagemang som bidrog till hans framgång och ett företag med starka värderingar. Poyan Karimi erhåller H.M. Carl XVI Gustafs pris Årets Nybyggare inom kategorin Årets Unga Pionjär för 2021 för att ha byggt ett värderingsstyrt, framgångsrikt och stabilt företag inom sin nisch.

## Filmografi
- 2007 – Ciao Bella
- 2008 – Åkalla (TV-serie)
- 2008 – LOVE/My name is Love
- 2009 – The Lesson
- 2010 – Kommissarie Winter (TV-serie)
- 2010 – Fyra år till
- 2013 – On Suffocation
- 2015 – En man som heter Ove
- 2018 – Uppsalakidnappningen
- 2019 – Bror
- 2020 – Box 21
- 2022 – Vuxna Människor
- 2023 – Solsidan